# Acrasina
Acrasina é um mensageiro químico específico que cada espécie de fungo possui em seu meio celular. Esse produto químico sinaliza para que muitas células individuais se agreguem para formar uma única célula grande ou plasmódio. Uma das primeiras acrasinas a ser identificada foi o AMP cíclico, encontrado na espécie Dictyostelium discoideum por Brian Shaffer, que exibe um padrão espiral pulsante complexo ao formar um pseudoplasmódio.
O termo acrasina recebeu esse nome descritivamente em homenagem à Acrasia, da obra Faerie Queene, de Edmund Spenser, que seduzia homens contra a vontade deles e depois os transformava em bestas.

## Extração
Brian Shaffer foi o primeiro a purificar a acrasina, agora conhecida como AMP cíclico, em 1954, usando metanol. A glorina, a acrasina de P. violaceum, pode ser purificada pela inibição da enzima acrasinase de degradação da acrasina com álcool, extraindo com álcool e separando com cromatografia em coluna.